# 67 Pułk Piechoty (II RP)
67 Pułk Piechoty (67 pp) – oddział piechoty Armii Wielkopolskiej i Wojska Polskiego w II Rzeczypospolitej.
Pułk sformowany został wiosną 1919 jako 9 pułk strzelców wielkopolskich. W lutym 1920  przemianowany został na 67 pułk piechoty. W wojnie polsko-bolszewickiej walczył na froncie litewsko-białoruskim, w Bitwie Warszawskiej i ofensywie jesiennej.
W okresie międzywojennym stacjonował w Brodnicy i wchodził w skład 4 Dywizji Piechoty.
W czasie kampanii wrześniowej walczył w składzie macierzystej dywizji w ramach Armii „Pomorze”.

## Formowanie pułku i zmiany organizacyjne
W końcu grudnia 1918 w Wielkopolsce zaczęły powstawać samorzutnie polskie oddziały powstańcze.
Zorganizowana została między innymi kompanie: czarnkowska, wągrowiecka, trzemeszeńska, obornicka, gnieźnieńska, rogozińska, gołaniecka, szubińska, kcyńska, labiszyńska, żnińska, wrzesińska i inne.
Oddziały powstańcze, z których utworzono później 9 pułk strzelców wielkopolskich walczyły na froncie północnym pod Kcynia, Chodzieżą, Łabiszynem, Szubinem, Żninem i Czarnkowem. 
27 kwietnia 1919 z samodzielnych dotąd kompanii powstańczych sformowano 9 pułk strzelców wielkopolskich. Początkowo wchodził w skład 2., a później 3 Dywizji Strzelców Wielkopolskich. 
W styczniu 1920 pułk wkroczył do Rawicza i Leszna, obejmując tereny będące dotychczas w posiadaniu Niemców. Po połączeniu Armii Wielkopolskiej z Wojskiem Polskim, 9 pułk strzelców wielkopolskich 9 lutego 1920 przemianowany został na 67 pułk piechoty.

### Struktura organizacyjna 9 pp wlkp.
Organizacja w kwietniu 1919:
Dowódca pułku – kpt. Juliusz Skorupka-Padlewski
- I batalion – dowódca por. Felicjan Maryński
  - 1 kompania (kcyńska)
  - 2 kompania (pakoska i część wyrzyskiej)
  - 3 kompania (szubińska)
  - 4 kompania (plutony: dziewierzeński, wysocki i kcyński Krzysztofiaka)
  - 1 kompania km (poznańska kkm)
- II batalion – dowódca kpt. Jan Klein
  - 5 kompania (poznańska)
  - 6 kompania (trzemeszeńska)
  - 7 kompania (łabiszyńska)
  - 8 kompania (żnińska)
  - 2 kompania km (wrzesińska kkm por. Józefa Trawińskiego)
- III batalion – dowódca kpt. Prądzyński
  - 9 kompania (1 czarnkowska)
  - 10 kompania (2 czarnkowska)
  - 11 kompania (por. Józefa Mariana Króla)
  - 12 kompania (szamotulsko-wieluńska)
  - 3 kompania km (czarnkowska kkm)

W grudniu 1919 batalion zapasowy pułku stacjonował w Jarocinie.

## Pułk w walce o granice

### Pułk na froncie litewsko-białoruskim
2 lutego 1920 67 pułk piechoty skierowany został na front wojny polsko-bolszewickiej do rejonu Kurzeniec–Wilejka. Tam wszedł do odwodu 1 Armii gen. Stefana Majewskiego. 16 maja pułk przetransportowano na linię Głębokie–Lipsk–Litowce. 20 maja I batalion walczył w okrążeniu pod Lipskiem, II batalion walczył pod Litowcami i Dziadkami, a III pod Czeczukami. Podczas ofensywy Armii Czerwonej wszystkie bataliony połączyły się, a cały pułk ześrodkował się w Wilejce.
W pierwszych dniach czerwca Polacy rozpoczęli kontrofensywę. Pułk nacierał wzdłuż toru kolejowego Krszicze–Budsław. Zdobył Wytreski, Denisowo, Zadubienie, Repiszcze, Zaborce, Parafinowo i Dokszyce. Po zakończeniu walk, pułk przeszedł do odwodu.
Pułk w działaniach odwrotowych
4 lipca 1920 rozpoczęła się ofensywa sowiecka wojsk Michaila Tuchaczewskiego. W tym czasie pułk walczył pod Głębokiem, Pliszą, Kowalami, Starymi Gabami, Bonaczami, Wilejką, Smorgoniami, a następnie pod Krewem, Gieranonami, Gródkiem, Folwarkami Wielkimi, Zabłudowem, Mierzwinem, Kossowem, Pokrzywnicą i Domasławem. Potem kontynuował marsz odwrotowy przez Wyszków i Pułtusk, docierając do Psar. 
13 sierpnia pułk stanął  w Modlinie jako odwód nowo utworzonej 5 Armii gen. Władysława Sikorskiego.

### Pułk w Bitwie Warszawskiej i w ofensywie jesiennej
6 sierpnia  Naczelny Wódz, marszałek Józef Piłsudski podjął decyzję o przeprowadzeniu zwrotu zaczepnego znad Wieprza i stoczenia walnej bitwy na przedpolach Warszawy. W tym celu rozpoczęto koncentrację jednostek, które miały wejść w skład grupy uderzeniowej, a także przegrupowywano oddziały mające bronić samej Warszawy i osłaniać tę obronę od północy. 
15 sierpnia pułk przeszedł do natarcia. Zdobył Nasielsk, Budy, Łaś, Chrzanowo, a następnie prowadził działania pościgowe w kierunku Przasnysz, Chorzele, Łomża, Osowiec i Grajewo. 
Po zakończeniu działań wojennych stacjonował  w Sejnach. Tam pełnił służbę patrolową na polsko-litewskiej linii demarkacyjnej. 
6 października roku pułk przeszedł do odwodu, do Suwałk. 23 listopada przeniósł się do rejonu Grajewa.

### Bilans walk
W okresie walk o granicę Orderem Virtuti Militari udekorowano 6 oficerów i 8 podoficerów, a Krzyżem Walecznych 19 oficerów oraz 56 podoficerów i szeregowych. Wśród odznaczonych Krzyżem Walecznych był kpt. piech. Henryk Kajetaniak. Pułk zdobył  9 dział polowych, 82 karabiny maszynowe, 36 wozów taborowych oraz 80 koni. Do niewoli wzięto około 800 jeńców. Straty pułku obejmowały 163 poległych, w tym 6 oficerów.

### Mapy walk pułku

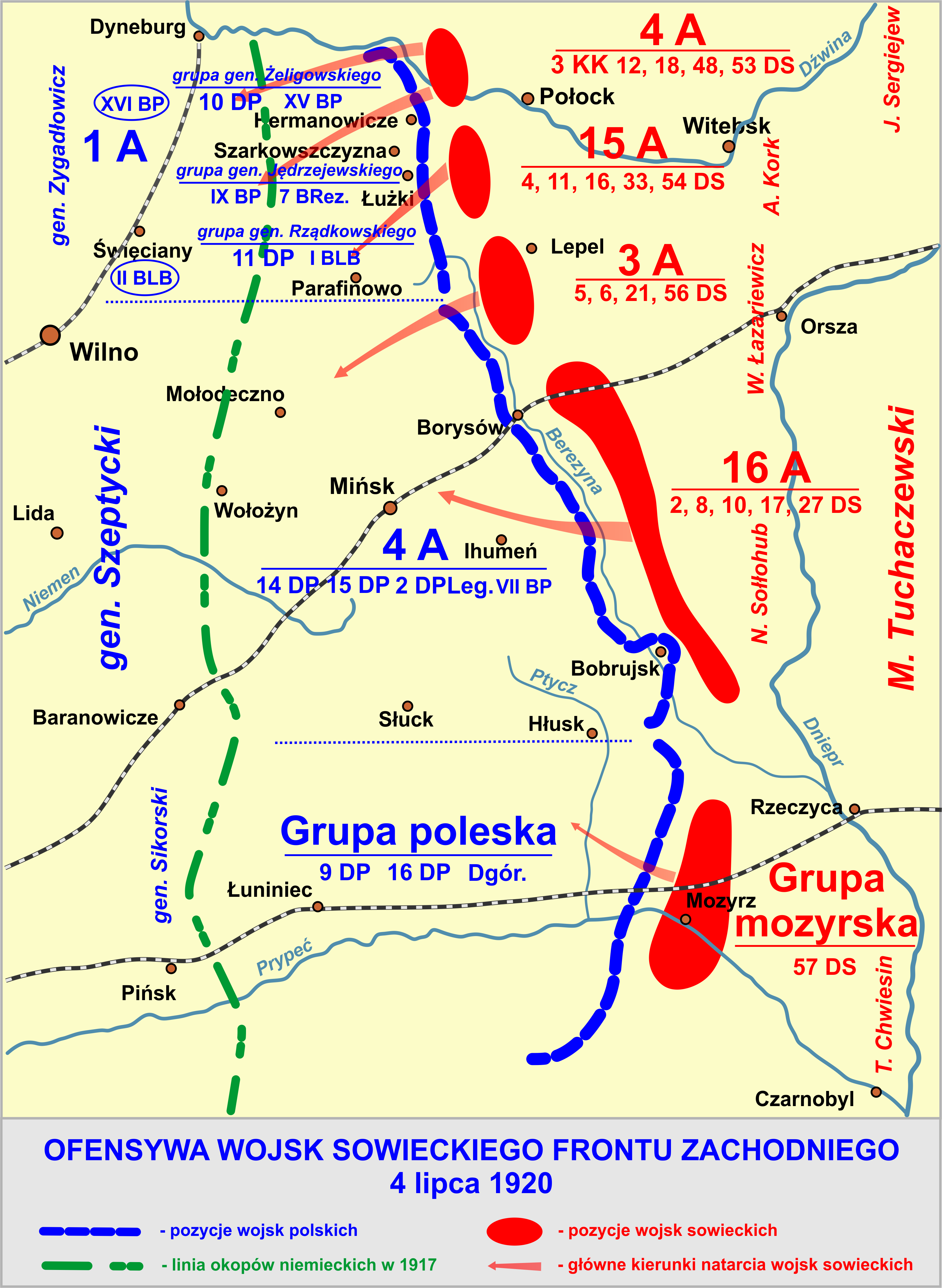
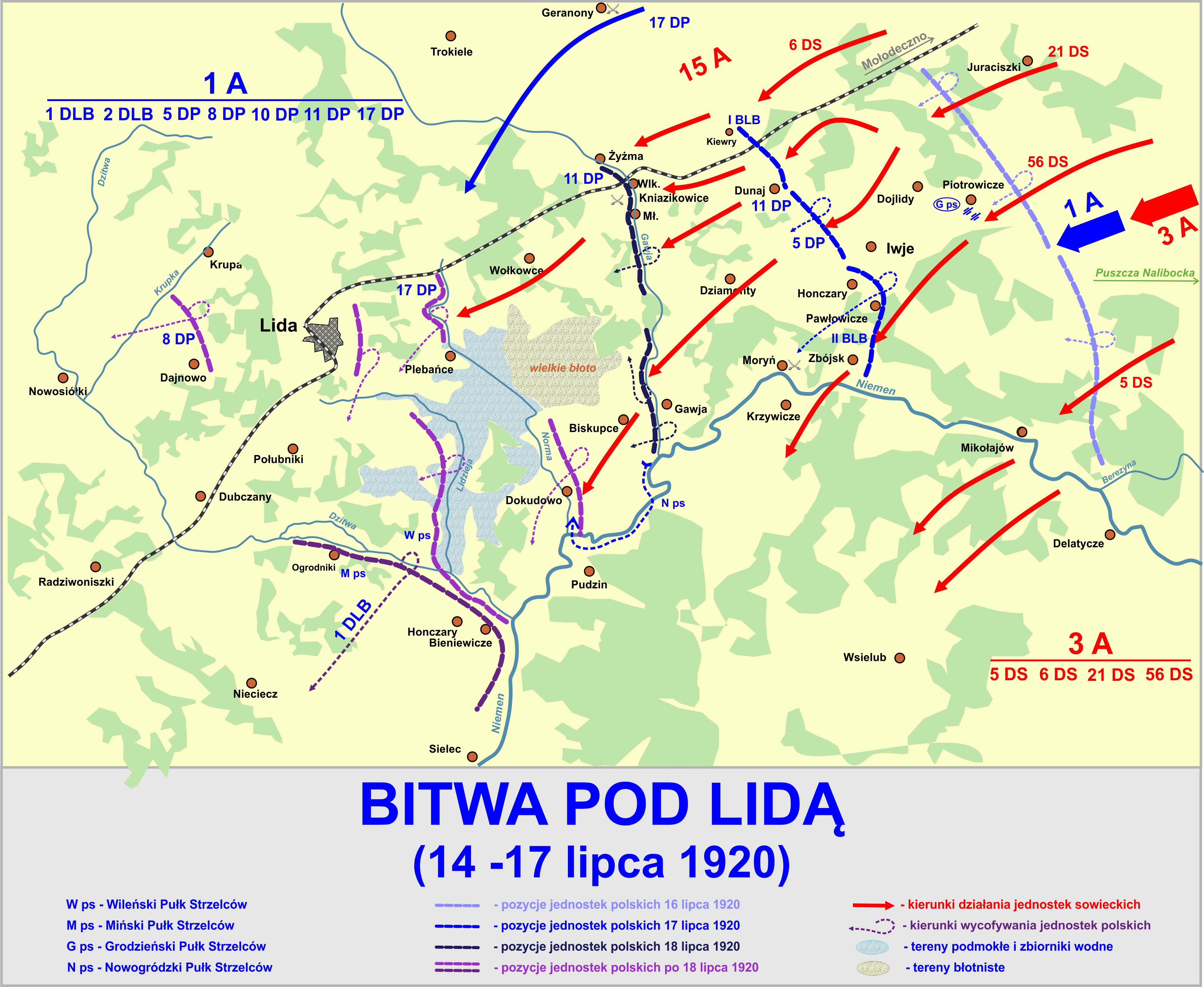
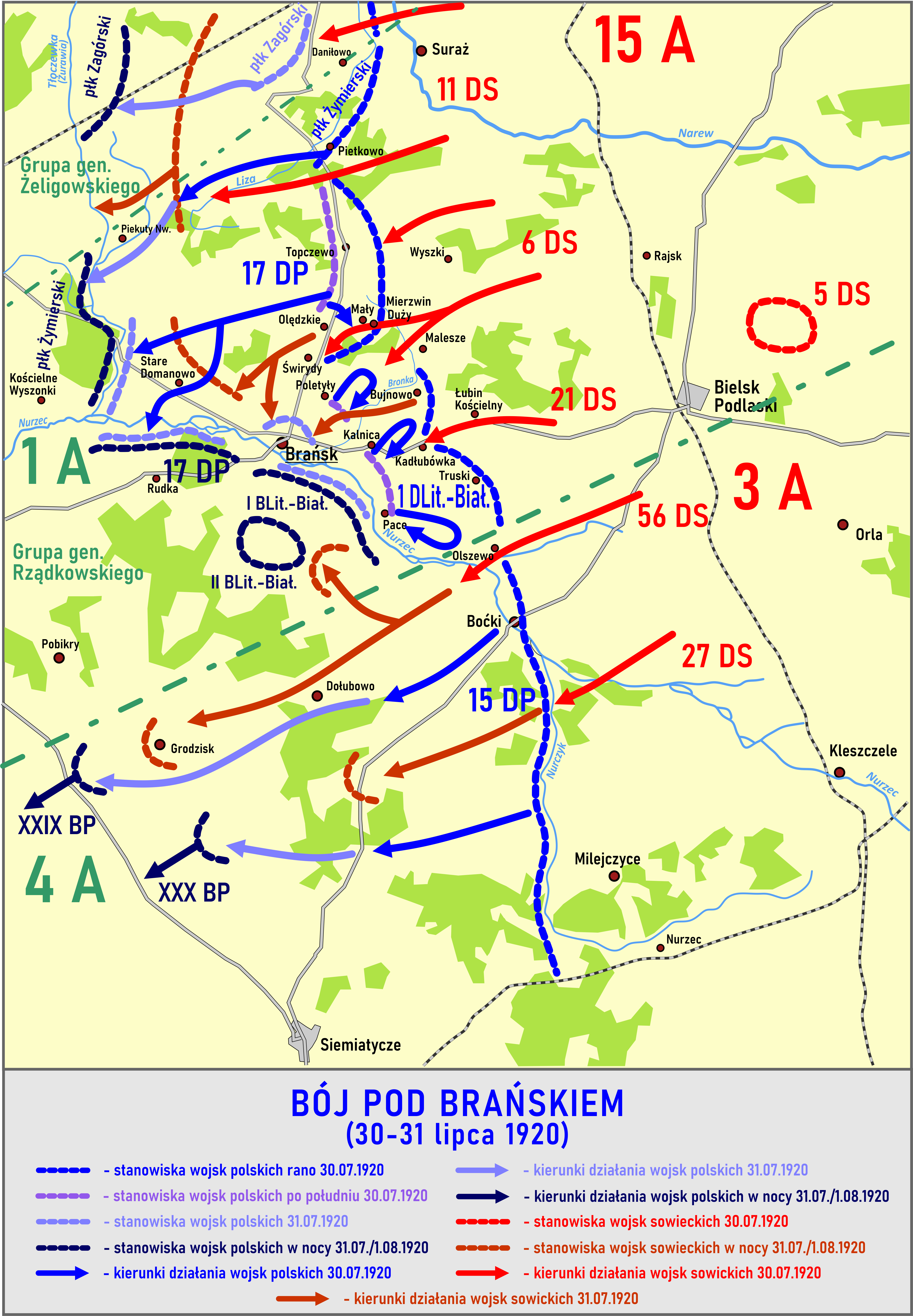
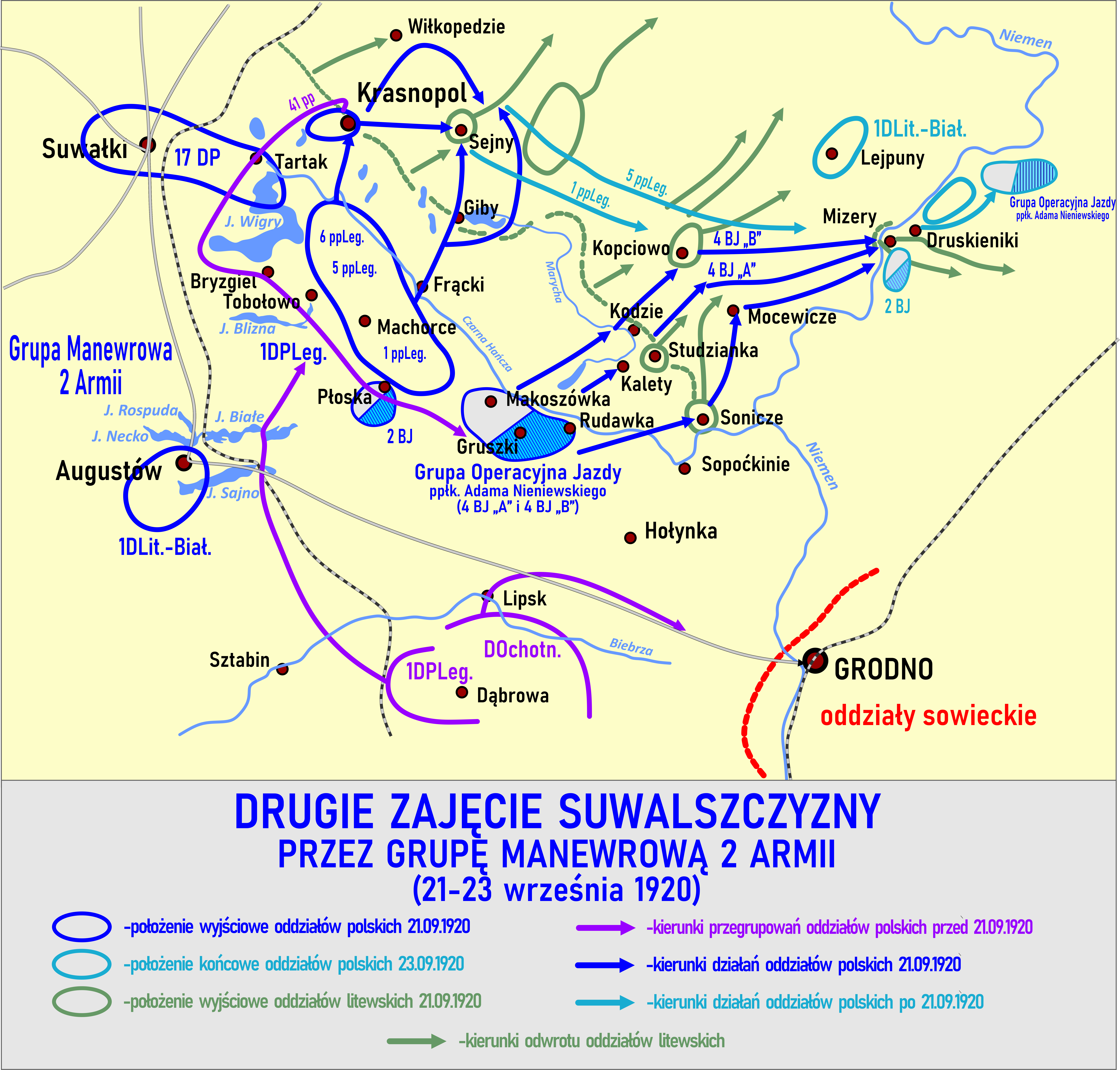

### Kawalerowie Virtuti Militari
| Żołnierze pułku odznaczeni Krzyżem Srebrnym Orderu Wojskowego Virtuti Militari | Żołnierze pułku odznaczeni Krzyżem Srebrnym Orderu Wojskowego Virtuti Militari | Żołnierze pułku odznaczeni Krzyżem Srebrnym Orderu Wojskowego Virtuti Militari |
| ------------------------------------------------------------------------------ | ------------------------------------------------------------------------------ | ------------------------------------------------------------------------------ |
| ppor. Franciszek Borzych nr 4522                                               | plut. Stanisław Borys                                                          | sierż. Władysław Fornowski                                                     |
| kpt. Jan Aleksander Klein                                                      | sierż. Leon Kmiotek nr 4728                                                    | ppor. Władysław Klucz nr 4526                                                  |
| por. Stanisław Masłek nr 4731                                                  | ś.p. kpt. Felicjan Maryński nr 4766                                            | ppor. Edmund Rogalski                                                          |
| chor. Walerian Robaszewski nr 4525                                             | ppor. Sylwester Trojanowski                                                    | plut. Jan Wietrzykowski                                                        |
| sierż. Nikodem Witkowski nr 4743                                               | ppor. Władysław Wlekliński                                                     |                                                                                |

## Pułk w okresie pokoju
Od 18 grudnia pułk transportami kolejowymi wyjechał z obszaru wojennego do obszaru krajowego. Tymczasowo stacjonował w Jarocinie i Lesznie, następnie przeniósł się do Rawicza, a później do Kępna. Batalion zapasowy pozostał w Jarocinie. Pułk przeszedł z organizacji wojennej na organizację pokojową. 19 października 1921 roku pułk wyszedł ze składu 17 Dywizji Piechoty i został włączony w skład 4 Dywizji Piechoty.
Pułk stacjonował w garnizonie Brodnica na terenie Okręgu Korpusu Nr VIII (w Toruniu stacjonował II batalion piechoty i batalion zapasowy).
W czasie trwania przewrotu majowego żołnierze 67 pp pozostali wierni prezydentowi Wojciechowskiemu i stanęli po stronie sił rządowych. Z powodu strajków polskich kolejarzy, którzy opowiedzieli się po stronie Józefa Piłsudskiego brodnicki pułk nie dotarł na miejsce walk do Warszawy.
19 maja 1927 roku Minister Spraw Wojskowych marszałek Polski Józef Piłsudski ustalił i zatwierdził dzień 2 maja, jako datę święta pułkowego. 13 listopada 1930 roku Minister Spraw Wojskowych marszałek Polski Józef Piłsudski „przesunął datę święta pułkowego 67 pułku piechoty z dnia 2 na 20 maja”.
Na podstawie rozkazu wykonawczego Ministerstwa Spraw Wojskowych do Departamentu Piechoty o wprowadzeniu organizacji piechoty na stopie pokojowej PS 10-50 z 1930 roku, w Wojsku Polskim wprowadzono trzy typy pułków piechoty. 67 pułk piechoty zaliczony został do typu I pułków piechoty (tzw. „normalnych”). W każdym roku otrzymywał około 610 rekrutów. Stan osobowy pułku wynosił 56 oficerów oraz 1500 podoficerów i szeregowców. W okresie zimowym posiadał batalion starszego rocznika, batalion szkolny i skadrowany, w okresie letnim zaś batalion starszego rocznika i dwa bataliony poborowych.
| Obsada personalna i struktura organizacyjna w marcu 1939: | Obsada personalna i struktura organizacyjna w marcu 1939: |
| Stanowisko                                                | Stopień, imię i nazwisko                                  |
| Dowództwo                                                 | Dowództwo                                                 |
| --------------------------------------------------------- | --------------------------------------------------------- |
| dowódca pułku                                             | ppłk Karol Kumuniecki                                     |
| I zastępca dowódcy                                        | ppłk Bohdan Sołtys                                        |
| adiutant                                                  | kpt. Mieczysław Bloch                                     |
| starszy lekarz                                            | ppłk dr Bolesław Tarando                                  |
| młodszy lekarz                                            | vacat                                                     |
| komendant Rejonu PW Konnego                               | kpt. art. Stanisław Tkaczuk                               |
| II zastępca dowódcy (kwatermistrz)                        | mjr Jan Wrona                                             |
| oficer mobilizacyjny                                      | kpt. Emeryk Otomański                                     |
| zastępca oficera mobilizacyjnego                          | kpt. Jan Baumgardt                                        |
| oficer administracyjno-materiałowy                        | por. Alfred Gustaw Witt                                   |
| oficer gospodarczy                                        | kpt. int. Witold Plejer                                   |
| oficer żywnościowy                                        | por. Władysław Sulatycki                                  |
| oficer taborowy                                           | por. Arkadiusz Marciszewskl                               |
| kapelmistrz                                               | kpt. adm. (kapelm.) Emil Michał Dawidowicz                |
| dowódca plutonu łączności                                 | por. Maciej Ludwik Weiner                                 |
| dowódca plutonu pionierów                                 | por. Witold Lisiński                                      |
| dowódca plutonu artylerii piechoty                        | kpt. art. Stanisław Tkaczuk(*)                            |
| dowódca plutonu ppanc.                                    | por. Adam Lis                                             |
| dowódca oddziału zwiadu                                   | por. Tadeusz Hałuszka                                     |
| I batalion                                                |                                                           |
| dowódca batalionu                                         | mjr Michał Lipcsey-Steiner                                |
| dowódca 1 kompanii                                        | kpt. dypl. Aleksander Szendryk                            |
| dowódca plutonu                                           | por. Stanisław Marceli Fronczak                           |
| dowódca plutonu                                           | ppor. Jerzy Zbigniew Zbyszewski                           |
| dowódca 2 kompanii                                        | vacat                                                     |
| dowódca 3 kompanii                                        | mjr kontr. Jakub Wojnarowski                              |
| dowódca plutonu                                           | ppor. Jarosław Izydor Radomski                            |
| dowódca plutonu                                           | ppor. Mieczysław Walerian Urbanik                         |
| dowódca 1 kompanii km                                     | kpt. Eugeniusz Ludwik Marian Mieszko Mieszkowski          |
| dowódca plutonu                                           | por. Franciszek Olszewski                                 |
| dowódca plutonu                                           | ppor. Julian Ryznar                                       |
| II batalion                                               |                                                           |
| dowódca batalionu                                         | mjr Marian Antoni Tyborowski                              |
| adiutant baonu                                            | por. Bogusław Ryszard Zboiński                            |
| pomocnik dowódcy baonu ds. gosp.                          | kpt. Karol Józef Sordyl                                   |
| lekarz baonu                                              | por. lek. Konrad Grobelny                                 |
| dowódca 4 kompanii                                        | por. Józef Rafał Radomski                                 |
| dowódca plutonu                                           | por. Franciszek Kraska                                    |
| dowódca 5 kompanii                                        | kpt. Sawa Bunata                                          |
| dowódca plutonu                                           | ppor. Jan Henryk Theis                                    |
| dowódca 6 kompanii                                        | mjr Józef Pałac                                           |
| dowódca plutonu                                           | ppor. Antoni Kozłowski                                    |
| dowódca 2 kompanii km                                     | kpt. Tadeusz Łabsz                                        |
| dowódca plutonu                                           | por. Adam Pius Zieliński                                  |
| III batalion                                              |                                                           |
| dowódca batalionu                                         | mjr Stanisław Wultański                                   |
| dowódca 7 kompanii                                        | kpt. Stanisław Subocz                                     |
| dowódca plutonu                                           | por. Alfons Grochowski                                    |
| dowódca 8 kompanii                                        | p.o. ppor. Stanisław Wawrzyńczak                          |
| dowódca 9 kompanii                                        | por. Władysław Bąkowski                                   |
| dowódca 3 kompanii km                                     | kpt. Adam Marian Sobkiewicz                               |
| dowódca plutonu                                           | ppor. Antoni Stefan Rzepecki                              |
| Na kursie i odkomenderowani                               |                                                           |
| na kursie                                                 | por. Tadeusz Szymczak                                     |
| na kursie                                                 | ppor. Stefan Browarek                                     |
| na kursie                                                 | ppor. Józef Matuszyński                                   |
| odkomenderowany                                           | por. Antoni Mikulski                                      |
| Kurs Podchorążych Rezerwy 4 DP                            |                                                           |
| dowódca                                                   | kpt. Józef Marian Wajdowicz                               |
| dowódca plutonu                                           | por. Julian Kuczyński                                     |
| dowódca plutonu                                           | por. Bolesław Niewiarowski                                |
| dowódca plutonu                                           | ppor. Józef Konstanty Mielewski                           |
| dowódca plutonu                                           | ppor. Stefan Zalewski                                     |
| 67 obwód przysposobienia wojskowego „Brodnica”            |                                                           |
| kmdt obwodowy PW                                          | mjr piech. Adam Fleszar                                   |
| kmdt powiatowy PW Brodnica                                | kpt. piech. Edward Franciszek Busza                       |
| kmdt powiatowy PW Lubawa                                  | kpt. piech. Jan Władysław Dulęba                          |
| kmdt powiatowy PW Rypin                                   | ppor. kontr. piech. Wacław Nowicki                        |

## 67 pp w kampanii wrześniowej

### Mobilizacja
W związku z narastającym zagrożeniem polityczno-wojskowym ze strony III Rzeszy Niemieckiej, 23 marca 1939 w wyznaczonych jednostkach Okręgów Korpusów nr IX i częściowo nr IV zarządzono mobilizację alarmową. Na terenie OK nr VIII, jako przygranicznego również zwiększono gotowość bojową poprzez powołanie części rezerwistów na dodatkowe ćwiczenia, zwiększając przy tym stany osobowe jednostek piechoty w rejonach pogranicznych. Rozkazem dowódcy OK VIII również wzmocnienie stanów osobowych dotyczyło 67 pułku piechoty jak i całej 16 Dywizji Piechoty. Wzmocnienie odbyło się drogą rotacyjnego powołania rezerwistów na kilkutygodniowe ćwiczenia. Zorganizowano jako „ćwiczebne” na etatach wojennych batalion piechoty, pluton kolarzy, pluton pionierów, pluton przeciwpancerny i jeden działon artylerii piechoty. 25 marca 1939 został zmobilizowany I batalion pod dowództwem mjr. Michała Lipscey-Steinera, który w późniejszych dniach wyruszył w rejon lasów Nadleśnictwa Zbiczno. Batalion podjął prace fortyfikacyjne na odcinku jezioro Zbiczno-jezioro Ciche. Pod koniec kwietnia do batalionu dołączyła część 4 batalionu saperów. I batalion w ramach prac fortyfikacyjnych budował schrony drewniano ziemne, współuczestniczył w budowie schronów żelbetonowych. Prowadzono szkolenie, w maju dokonano częściowo wymiany rezerwistów.
Od 10 lipca 1939 roku I batalion pułku wykonywał prace fortyfikacyjne w rejonie jezior brodnickich, kierował nimi zastępca dowódcy pułku ppłk Bohdan Sołtys. Budowano schrony drewniano-ziemne i nieliczne żelbetowe oraz stanowiska strzeleckie, rowy i zasieki z drutu kolczastego. 
67 pułk piechoty rozpoczął mobilizację niejawną alarmową rano 24 sierpnia 1939. Mobilizację prowadzono w grupie zielonej, w jej ramach w Brodnicy podjęto mobilizację:
- 67 pułk piechoty (w organizacji wojennej i na etatach wojennych, w czasie od Z+24 do Z+40,
- kolumny taborowe nr 802 i nr 803, w czasie Z+48.

W grupie brązowej20
- kompanię karabinów maszynowych przeciwlotniczych typ B nr 84, w czasie G20+30[34].

Część Oddziału Zbierania Nadwyżek 67 pp pozostawiono w Brodnicy. Z nadwyżek tych utworzono poza etatem improwizowany IV batalion pułku, który po utworzeniu odjechał do składu 208 pp rez. w Jabłonowie. 

### Działania bojowe

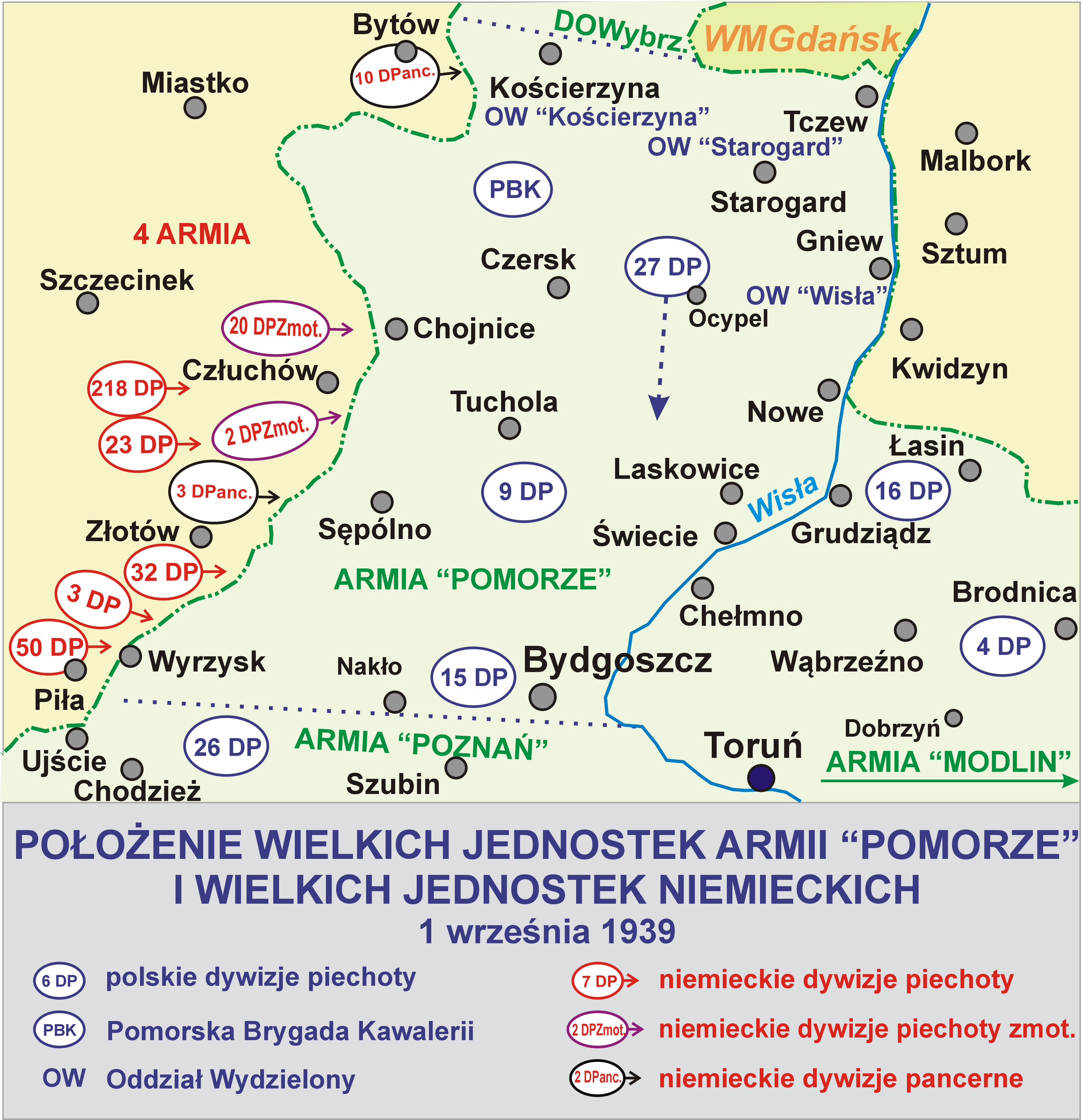
Pułk w składzie 4 DP

W czasie wojny obronnej 1939 był w składzie macierzystej dywizji walczącej w Armii „Pomorze”. Przed wybuchem wojny 67 pułk piechoty wraz z całą 4 Dywizją Piechoty płk. dypl. Tadeusza Lubicz-Niezabitowskiego wszedł w skład Grupy Operacyjnej „Wschód” gen. Mikołaja Bołtucia. Zadaniem grupy była obrona granicy z Prusami Wschodnimi wzdłuż rzeki Osy aż do Wisły i utrzymanie linii Osa–jez. Mieliwo–jez. Sosno–jez. Zbiczno–jez. Bachotek. 67 pułk piechoty bez II batalionu przemaszerował na zachód od Brodnicy, I batalionem zamknął przesmyki pomiędzy jeziorami Mieliwo-Ciche-Zbiczno, III batalionem przesmyki między jeziorami Zbiczno-Strażym-Bachotek. Kompania zwiadu patrolowała przedpole. II batalion pułku stanowił wraz z częścią 4 DP odwód GO "Wschód".  

#### Udział w bitwie nad Osą
Do walki o przedni skraj obrony wyznaczone zostały między innymi I i III batalion 67 pułku piechoty oraz IV batalion w szykach 208 pp rez. Pozostałe pododdziały pułku stanowiły odwód Grupy. Na przedpolu pozycji bronionej przez 67 pp jedynie kompania zwiadu prowadziła potyczki z patrolami nieprzyjaciela, które przekroczyły granicę. Z uwagi na trudną sytuację na odcinku sąsiedniej 16 DP, do wykonania kontrataku rozpoczęto koncentrację zgrupowania 4 DP. Nocą 1/2 września i do godzin południowych dnia następnego I batalion 67 pp dotarł marszem pieszym do rejonu Książki-Łopatki, II batalion zajął stanowiska w lasach na północ od Zakrzewa. Natomiast III batalion przemaszerował do rejonu na północ od Wąbrzeźna do odwodu dowódcy GO "Wschód". 
3 września oddziały niemieckie prowadziły natarcie zdobywając Mełno i okoliczne przedmioty terenowe. Batalion II/67 pp ze wsparciem 81 kompanii czołgów rozpoznawczych TK wykonał kontratak na dwór i cukrownię Mełno, początkowo odnosząc sukces. Jednak ze względu na silny ogień niemieckiej broni maszynowej dalszy kontratak załamał się, wycofanie się sąsiednich batalionów z 14 pułku piechoty i 63 pułku piechoty, zmusiło II baon do odwrotu. Ponownie poprowadzony kontratak II batalionu i batalionu I/14 pułku piechoty doprowadził do zdobycia dworu i cukrowni Mełno, dalszy szturm na bagnety doprowadził do odzyskania terenu obok jeziora Mełno, batalion jednak poniósł znaczne straty osobowe. Po walkach batalion został wycofany do lasu Wronie. W zajętych rejonach pododdziały 67 pułku piechoty pozostały do wieczora 4 września.  

#### Odwrót
Wieczorem 67 pułk rozpoczął marsz odwrotowy, I batalion wraz z kompanią zwiadu dotarł 5 września do Rypina, pozostała część pułku osiągnęła rejon Pruskiej Łąki. Następnej nocy 5/6 września siły główne 67 pp przeprawiły się przez most w Toruniu na lewy brzeg Wisły i przeszły na odpoczynek do lasów, na południowo-wschodnim skraju poligonu toruńskiego. Następnej nocy 6/7 września pułk przemieścił się do rejonu Włocławka. I batalion z komp. zwiadu 6 września podjęły marsz przez miejscowość Jastrzębie docierając 7 września w rejon Szpetela Górnego. Następnej nocy nastąpiło połączenie obu członów pułku, zwiadowcy i I batalion przeprawiły się przez most we Włocławku i razem dotarły w rejon majątku Smolsk pod Kruszynem, w marszu tym towarzyszyły 67 pułkowi dwa dywizjony artylerii; 4 dywizjon artylerii ciężkiej i III/4 pułku artylerii lekkiej. W tym składzie 67 pp podjął marsz w kierunku rzeki Bzury, osiągając 9 września rejon Dziankowa na wschód od Lubienia Kujawskiego, 10 września rejon miejscowości Mnich niedaleko Żychlina. Na postoju rozwiązano IV batalion wcielając większość żołnierzy do II batalionu, a pozostałych do innych pododdziałów pułku. Operacyjnie dowódcy 67 pp podporządkowano bataliony ON „Jabłonowo” i ON „Brodnica”.  

#### W bitwie nad Bzurą
Wieczorem 10 września brodnicki pułk maszerował w kierunku Bzury, o świcie 11 września osiągnął miejscowość Przezwisk. W prowadzonym natarciu zdobył bronioną wieś Bielawy, a I batalion wyparł nieprzyjaciela z dworu Walewice. Po wycofaniu się wroga z Walewic 67 pułk zajął pozycje, I batalionem w Chruślinie Kościelnym, a pozostałymi siłami w lesie w rejonie Rulic. W dniu 12 września pułk odpoczywał i przygotowywał się do natarcia w kierunku Głowna. W związku ze zmianą sytuacji operacyjnej i rozkazów nocą 12/13 września 67 pp wycofał się za rzekę Bzurę w rejonie dworu Sobota i rano 13 września zajął pozycje w lasach w pobliżu miejscowości Ostoja. Pułk jako jednostka czołowa macierzystej 4 DP nocą 13/14 września przekroczył ponownie Bzurę w Strugienicach i dotarł w rejon Bochenia. 
14 września o godzinie 8.00 67 pp wraz z batalionem I/14 pp ze wsparciem II i III dywizjonu 4 pal rozpoczął natarcie w kierunku szosy Łowicz-Domaniewice. Do południa zdobył miejscowości Lisiewice I batalionem, Dąbkowice Górne III batalionem i Dąbkowice Dolne II batalionem. Nieprzyjaciel wykonał kontratak na II i III batalion odzyskując Dąbkowice. Ponowne natarcie obu batalionów wspartych odwodowymi batalionami I/14 pp i batalionu ON „Jabłonowo” pozwoliły odbić Dąbkowice 67 pułkowi i zająć dominujące wzgórza za tymi miejscowościami. Bój 67 pp i wspierających jednostek spowodował znaczne straty osobowe. Z uwagi na nowe rozkazy dowódcy armii nocą 14/15 września ponownie zgrupowanie 67 pułku zostało wycofane na północny brzeg Bzury, zajmując obronę Złakowa Kościelnego, jako odwód dowódcy GO „Wschód”. 16 września z uwagi na niekorzystną sytuację macierzystej 4 DP, powrócił w jej szeregi zajmując obronę na linii rzeki Słudwi od Zakowa Kościelnego do Świeryża.                        
Z uwagi na załamanie natarcia polskiego na Sochaczew, 67 pułk wraz z 4 DP został skierowany na przeprawy na Bzurze w rejonie Sanniki-Brzezia, które osiągnął 17 września po południu. Następnie maszerując poprzez Iłów dotarł o świcie 18 września do lasów koło miejscowości Budy Stare. Po drodze pułk brodnicki był bombardowany przez lotnictwo niemieckie w wyniku czego poniósł znaczne straty osobowe. W rejonie Starych Bud od strony Białej Góry na 67 pp uderzył nieprzyjaciel, który został odparty, a wykonane przez pułk przeciwuderzenie wyparło przeciwnika z jego pozycji. Z uwagi na przemęczenie żołnierzy nie prowadzono pościgu, a pułk brodnicki zajął obronę na skraju lasu Budy Stare, odpierając przedwieczorny atak wojsk niemieckich. Ze względu, iż 67 pp posiadał najwyższe stany liczebne w dywizji toruńskiej został wyznaczony jako oddział do przełamania pierścienia okrążającego 4 DP. Nocą 18/19 września maszerując na czele 4 DP dotarł do przeprawy przez Bzurę w Witkowicach, ze względu na silną obronę tego miejsca przez nieprzyjaciela, podjęto forsowanie 2 km powyżej Witkowic. Rozpoczęte 19 września o godz. 5.00 natarcie połączone z forsowaniem Bzury początkowo przyniosło brodnickiemu pułkowi sukces, zdobyto Przęsławice, dotarło do Kromnowa i Śladowa, lecz zostało zatrzymane w ogniu niemieckiej obrony. Za pułkiem przeprawiły się pozostałości jednostek 4 DP. Na walczący z niemiecką piechotą 67 pp w godzinach popołudniowych uderzyło silne zgrupowanie niemieckich czołgów, w efekcie czego pułk został rozbity i rozproszony, poległo i zostało rannych wielu żołnierzy pułku, w tym jego dowódca ppłk dypl. Karol Kumuniecki. Resztki pułku w doraźnie zebranych grupach przebijały się przez Puszczę Kampinoską do Warszawy. W trakcie prób przebijania się do stolicy poległ pod Babicami 23 września dowódca II batalionu mjr Marian Tyborowski.                       

#### Walki IV batalionu 67 pp
Batalion wszedł w skład 208 pułku piechoty. Od 1 września zajmował stanowiska obronne na odcinku od stacji kolejowej Buk Pomorski do skraju jeziora Duże. Do godzin wieczornych 3 września zajmował pozycje obronne tocząc potyczki na przedpolu. Nocą 3/4 września wycofał się do rejonu Brodzawy–Osieczek. Dalszy odwrót przebiegał przez dwór Tomkowo 5 września, Kikół, Lipno, lasy Zmacze na północ od Włocławka. 7/8 września pułk przekroczył Wisłę we Włocławku docierając do rejonu Milęcin-Pikutkowo, a tam, w związku z likwidacją 208 pp rez., przydzielony został do improwizowanego pułku ON ppłk. Bogdana Sołtysa. 9 i 10 września maszerował wraz z pułkiem w kierunku Bzury do miejscowości Mnich, tam batalion został rozwiązany uzupełniając batalion II/67 pp i część innych pododdziałów.                           

### Jednostki II rzutu mobilizacyjnego 67 pp
Część nadwyżek mobilizacyjnych po sformowaniu pułku weszły w skład Ośrodka Zapasowego 4 DP w Toruniu, który wraz z nim przetransportowany został koleją w dniach 26-27 sierpnia 1939 roku do Rzeszowa. OZ 4 DP przebywał na terenie miasta do 3 września, a następnie,  z uwagi na zagrożenie bombardowaniami lotniczymi, przekwaterowano go poza miastem. Nocą 4/5 września transportem kolejowym dyslokowany został do Przemyśla. Z nadwyżek brodnickiego pułku zorganizowany został batalion piechoty OZ 67 pp dowodzony przez kpt. Karola Sordyla. Wziął on udział w składzie Grupy „Przemyśl” gen. bryg. Jana Chmurowicza w obronie miasta w dniach 14–15 września, a 15 września został włączony do 24 DP. Pozostała część OZ 4 DP po ewakuacji z Przemyśla przez Sambor–Rożniatów dotarła 14 września do rejonu Kałusz–Bukaczowce, skąd po otrzymaniu informacji o agresji ZSRR, przekroczyła granicę polsko-węgierską na Przełęczy Tatarskiej.
| Struktura organizacyjna i obsada personalna we wrześniu 1939 | Struktura organizacyjna i obsada personalna we wrześniu 1939 |
| Stanowisko                                                   | Stopień, imię i nazwisko                                     |
| Dowództwo                                                    | Dowództwo                                                    |
| ------------------------------------------------------------ | ------------------------------------------------------------ |
| dowódca pułku                                                | ppłk piech. Karol Kumuniecki do 19 IX 1939                   |
| I adiutant                                                   | kpt. Mieczysław Bloch                                        |
| II adiutant                                                  | ppor. rez. Jerzy Łapkiewicz                                  |
| oficer informacyjny                                          | kpt. Adam Marceli Sobkiewicz                                 |
| oficer łączności                                             | por. Franciszek Olszewski                                    |
| kwatermistrz                                                 | kpt. Jan Baumgart (17 IX 1939 ranny w Kampinosie)            |
| oficer płatnik                                               | ppor. rez. Czesław Kuczkowski ppor. Tadeusz Jurkiewicz       |
| oficer żywnościowy                                           | ppor. rez. Adam Jurkiewicz ppor. Jan Witkowski               |
| naczelny lekarz                                              | por. lek. Konrad Grobelny                                    |
| kapelan                                                      | kap. rez. ks. Kazimierz Krzyżanowski                         |
| dowódca kompanii gospodarczej                                | ppor. rez. Antoni Daranowski                                 |
| I batalion                                                   |                                                              |
| dowódca batalionu                                            | mjr Michał Lipcsey-Steiner                                   |
| adiutant batalionu                                           | ppor. Mieczysław Urbanik                                     |
| oficer płatnik                                               | ppor. Wacław Wojciechowski                                   |
| lekarz batalionu                                             | ppor. lek. Roman Słomiński                                   |
| dowódca plutonu łączności                                    | ppor. Franciszek Bonkowski                                   |
| dowódca 1 kompanii strzeleckiej                              | por. Stanisław Fronczak                                      |
| dowódca I plutonu                                            | por. Witold Rościszewski                                     |
| dowódca II plutonu                                           | ppor. Radosław Radomski                                      |
| dowódca 2 kompanii strzeleckiej                              | por. Tadeusz Szymczak                                        |
| dowódca I plutonu                                            | por. Eugeniusz Szamborski                                    |
| dowódca III plutonu                                          | ppor. Józef Okoński                                          |
| dowódca 3 kompanii strzeleckiej                              | por. Arkadiusz Marciszewski                                  |
| dowódca I plutonu                                            | ppor. Edmund Koschnik                                        |
| dowódca 1 kompanii ckm                                       | kpt. Eugeniusz Ludwik Mieszkowski                            |
| dowódca I plutonu                                            | por. Edward Łapiński                                         |
| dowódca II plutonu                                           | por. Henryk Klimczewski                                      |
| dowódca IV plutonu (taczanki)                                | sierż. pchor. / ppor. Witold Bociek                          |
| II batalion                                                  |                                                              |
| dowódca batalionu                                            | mjr Marian Tyborowski                                        |
| adiutant batalionu                                           | ppor. rez. Tudor                                             |
| adiutant batalionu                                           | por. rez. Kazimierz Zajączkowski                             |
| oficer płatnik                                               | ppor. Tomasz Piotrowski                                      |
| oficer żywnościowy                                           | ppor. Florian Goborowski                                     |
| lekarz batalionu                                             | ppor. dr Mazurek                                             |
| dowódca plutonu łączności                                    | ppor. Donderski                                              |
| dowódca 4 kompanii strzeleckiej                              | por. Józef Rafał Radomski                                    |
| dowódca I plutonu                                            | ppor. Brandt                                                 |
| dowódca II plutonu                                           | ppor. Józef Nowakowski                                       |
| dowódca III plutonu                                          | ppor. Józef Mozalewski                                       |
| dowódca 5 kompanii strzeleckiej                              | kpt. Sawa Bunata                                             |
| dowódca I plutonu                                            | ppor. Stanisław Malanowski                                   |
| dowódca II plutonu                                           | ppor. Stefan Rojek                                           |
| dowódca III plutonu                                          | ppor. Zygmunt Dąbrowski                                      |
| dowódca 6 kompanii strzeleckiej                              | por. Bogusław Ryszard Zboiński                               |
| dowódca I plutonu                                            | ppor. Witold Piasecki                                        |
| dowódca II plutonu                                           | ppor. Piotr Szczerba                                         |
| dowódca III plutonu                                          | ppor. Stefan Rost                                            |
| dowódca 2 kompanii ckm                                       | kpt. Tadeusz Łabsz                                           |
| dowódca I plutonu                                            | ppor. Wiesław Jakubowski                                     |
| dowódca II plutonu                                           | ppor. Jan Żok                                                |
| dowódca III plutonu                                          | ppor. Józef Głowacki                                         |
| dowódca IV plutonu (taczanki)                                | ppor. Teodor Ciszewski                                       |
| dowódca plutonu moździerzy                                   | ppor. Todor                                                  |
| III batalion                                                 |                                                              |
| dowódca batalionu                                            | mjr Jan Wątorek                                              |
| adiutant batalionu                                           | por. rez. Henryk Rybacki                                     |
| oficer płatnik                                               | chor. Stanisław Czerwiński                                   |
| oficer żywnościowy                                           | ppor. Ksawery Pieczko                                        |
| lekarz batalionu                                             | ppor. lek. Jerzy Kopp                                        |
| dowódca plutonu łączności                                    | ppor. Klemens Sielski                                        |
| dowódca 7 kompanii strzeleckiej                              | kpt. Stefan Subocz                                           |
| dowódca I plutonu                                            | ppor. Stefan Truszczyński                                    |
| dowódca II plutonu                                           | ppor. Marian Ruszkowski                                      |
| dowódca 8 kompanii strzeleckiej                              | por. Antoni Mikulski                                         |
| dowódca I plutonu                                            | ppor. Józef Siewiert                                         |
| dowódca II plutonu                                           | ppor. Adam Jabłoński                                         |
| dowódca 9 kompanii strzeleckiej                              | por. Alfons Grochowski                                       |
| dowódca I plutonu                                            | ppor. Jan Wierciński                                         |
| dowódca II plutonu                                           | ppor. Zygmunt Cylch                                          |
| dowódca 3 kompanii ckm                                       | por. Julian Kuczyński                                        |
| dowódca I plutonu                                            | ppor. Jan Czajkowski                                         |
| dowódca II plutonu                                           | ppor. Janowski                                               |
| dowódca III plutonu                                          | ppor. Łukaszewski                                            |
| dowódca IV plutonu (taczanki)                                | ppor. Andrzej Ptaszyński                                     |
| dowódca plutonu moździerzy                                   | NN                                                           |
| Pododdziały specjalne                                        |                                                              |
| dowódca kompanii zwiadowczej                                 | por. Tadeusz Hałuszko                                        |
| dowódca plutonu konnego                                      | ppor. Zbigniew Reihard                                       |
| dowódca plutonu kolarzy                                      | ppor. Ponicki                                                |
| dowódca kompanii przeciwpancernej                            | por. Adam Lis                                                |
| dowódca I plutonu                                            | ppor. Bronisław Jankowski                                    |
| dowódca II plutonu                                           | ppor. Czesław Pawłowski                                      |
| dowódca III plutonu                                          | chor. Antoni Masłek                                          |
| dowódca plutonu artylerii piechoty                           | kpt. Stanisław Tkaczuk                                       |
| dowódca plutonu pionierów                                    | por. Witold Lisiński                                         |
| dowódca plutonu łączności                                    | por. Stanisław Szubert                                       |
| dowódca plutonu przeciwgazowego                              | ppor. Stanisław Wawrzyńczak                                  |
| IV batalion                                                  |                                                              |
| dowódca batalionu                                            | mjr Jakub Wojnarowski                                        |
| adiutant batalionu                                           | por. Bolesław Niewiarowski                                   |
| oficer płatnik                                               | ppor. Byk                                                    |
| oficer żywnościowy                                           | NN                                                           |
| dowódca plutonu łączności                                    | por. Ciuszkowski                                             |
| dowódca 10 kompanii strzeleckiej                             | ppor. Stanisław Malanowski ?                                 |
| dowódca 11 kompanii strzeleckiej                             | ppor. Witold Prabucki                                        |
| dowódca 12 kompanii strzeleckiej                             | ppor. Feliks Jakubowski                                      |
| dowódca 4 kompanii ckm                                       | ppor. Karczanik                                              |
| dowódca I plutonu                                            | ppor. Storałka                                               |
| dowódca II plutonu                                           | chor. Józef Dobiegała                                        |

## Symbole pułku
Sztandar
Pierwsza chorągiew została ofiarowana 9 pułkowi Strzelców Wielkopolskich przez hrabinę Marię Skórzewską. Towarzyszyła pułkowi w czasie wojny z bolszewikami, a po jej zakończeniu została zdeponowana w Muzeum Wojska w Warszawie.
22 maja 1924 roku Prezydent RP Stanisław Wojciechowski zatwierdził chorągiew 67 pułku piechoty. W niedzielę 22 czerwca 1924 roku na Rynku w Brodnicy Prezydent RP Stanisław Wojciechowski wręczył pułkowi chorągiew ofiarowaną przez obywateli ziemi michałowskiej. Rodzicami chrzestnymi była pani Meysztowiczowa z Piecewa i Mieczysław Jerzykiewicz, burmistrz Brodnicy. Od 28 stycznia 1938 roku chorągiew pułkowa zaczęła być oficjalnie nazywana sztandarem. Odrestaurowany sztandar znajduje się obecnie w Muzeum Wojska Polskiego w Warszawie.
Odznaka pamiątkowa
23 kwietnia 1929 roku Minister Spraw Wojskowych marszałek Polski Józef Piłsudski zatwierdził wzór i regulamin odznaki pamiątkowej 67 pułku piechoty. Odznaka o wymiarach 41x41 mm ma kształt krzyża maltańskiego, którego ramiona pokryte są granatową emalią z żółtym obrzeżem. W środku tarcza barwy granatowej z numerem „67”. Między ramionami krzyża pęki promieni srebrnych, oksydowanych. Jednoczęściowa – oficerska, wykonana w srebrze, emaliowana, na rewersie próba srebra i imiennik grawera „WG” – Wiktor Gontarczyk z Warszawy.

## Żołnierze pułku
Dowódcy pułku
- kpt. / ppłk piech. Juliusz Padlewski-Skorupka (27 IV 1919 – 29 VI 1920
- ppłk piech. Florian Marciszewicz (30 VI – 9 VII 1920
- kpt. piech. Jan Aleksander Klein (od 10 VII 1920
- ppłk piech. Jan Sandecki (1920)
- kpt. piech. Jan Aleksander Klein (1920–1921)
- płk piech. Władysław Mielnik (1921 – 21 VIII 1926 → oficer sztabowy PW 3 DP Leg.[59])
- ppłk piech. Stanisław Tarczyński (21 VIII 1926[60] – 28 I 1929 → stan spoczynku z dniem 31 V 1929[61])
- ppłk piech. inż. January Grzędziński (14 II 1929 – 23 III 1932 → dowódca 30 pp)
- ppłk piech. Jan Stefan Kotowicz (23 III 1932 – 1 VI 1935 → dowódca 6 psp)
- ppłk / płk dypl. piech. Mieczysław Rawicz-Mysłowski (1 VI 1935 – 27 II 1937 → dowódca Brygady KOP „Polesie”)
- ppłk piech. Karol Kumuniecki vel Karol Adalbert Komuniecki[62] (27 II 1937 – 19 IX 1939 ciężko ranny)

Zastępcy dowódcy pułku
- mjr / ppłk piech. Jan Aleksander Klein (p.o. 10 VII 1922[64] – 23 X 1931 → dowódca 83 pp)
- ppłk piech. Józef Pecka (23 III 1932 – XI 1935 → dowódca 58 pp)
- ppłk piech. Bohdan Sołtys (do VIII 1939 → dowódca OZ 4 DP)

II zastępca
- mjr piech. Jan Wrona (1939)

### Żołnierze 67 pułku piechoty – ofiary zbrodni katyńskiej
Biogramy ofiar zbrodni katyńskiej znajdują się między innymi w bazach udostępnionych przez Ministerstwo Kultury i Dziedzictwa Narodowego oraz Muzeum Katyńskie.
| Nazwisko i imię         | stopień    | zawód             | miejsce pracy przed mobilizacją | zamordowany |
| ----------------------- | ---------- | ----------------- | ------------------------------- | ----------- |
| Dulęba Jan              | kapitan    | żołnierz zawodowy | kmdt powiatowy PW Lubawa        | Katyń       |
| Fajcho Stanisław        | ppor. rez. | nauczyciel        |                                 | Katyń       |
| Gayda Alojzy            | ppor. rez. | student UAM       |                                 | Katyń       |
| Grudzień Stanisław      | ppor. rez. | nauczyciel        | szkoła w Sieciechowie           | Katyń       |
| Kaczmarek Kazimierz     | por. rez.  | nauczyciel        | kier. szkoły w Strzelcach       | Charków     |
| Karpiński Adam          | ppor. rez. | nauczyciel        |                                 | Charków     |
| Marcinkowski Aleksander | ppor. rez. | handlowiec        |                                 | Katyń       |
| Różański Józef          | ppor. rez. | nauczyciel        | szkoła w Lipnikach              | Katyń       |
| Skrzydlewski Czesław    | ppor. rez. | nauczyciel        | szkoła w Zduńskiej Woli         | Katyń       |
| Sordyl Karol            | kapitan    | żołnierz zawodowy |                                 | Charków     |
| Żogło Bronisław         | ppor. rez. |                   |                                 | Charków     |